# Nazionale maschile under 15 di calcio della Polonia
La nazionale di calcio polacca U-15 è la rappresentativa calcistica Under-15 della Polonia ed è posta sotto l'egida della PZPN. Nella gerarchia delle Nazionali calcistiche giovanili polacche è posta prima della nazionale Under-16.